# Sematophyllum succedaneum
Sematophyllum succedaneum är en bladmossart som beskrevs av Mitten 1869. Sematophyllum succedaneum ingår i släktet Sematophyllum och familjen Sematophyllaceae. Inga underarter finns listade i Catalogue of Life.